# 布里奇曼冰川
布里奇曼冰川（英語：Bridgman Glacier），是南極洲的冰川，位於維多利亞地的博克格雷溫克海岸，終點在薩蒙崖和羅伯茨崖之間，由新西蘭探險隊命名，現時由南極條約體系管理。